# Tessa Appeldoorn
Tessa Appeldoorn, nizozemska veslačica, * 29. marec 1973,Utrecht. 
Appeldoornova je za Nizozemsko nastopila na Poletnih olimpijskih igrah 1996 in Poletnih olimpijskih igrah 2000. V Atlanti je bil nizozemski čoln šesti, v Sydneyju pa je nizozemski osmerec osvojil srebrno medaljo. 
Z osmercem je Appeldoornova osvojila še bronasto medaljo na Svetovnem prvenstvu 1995. Bronasto medaljo je osvojila tudi z nizozemskim ženskim četvercem brez krmarja na Svetovnem prvenstvu 1998. 
Oktobra 1998 se je poročila z nizozemskim veslačem Henk-Janom Zwollejem.